# Huey P. Long Bridge (Baton Rouge)
Die Huey P. Long Bridge (auch Old Mississippi River Bridge) ist eine kombinierte Eisenbahn- und Straßenbrücke über den Mississippi in Baton Rouge im Bundesstaat Louisiana der USA. Sie führt vier Fahrstreifen des U.S. Highway 190 (Airline Highway) und wird vom Louisiana Department of Transportation and Development (LaDOTD) betrieben. Zudem verläuft ein Gleis der Kansas City Southern Railway über die Brücke, das auch von der Union Pacific Railroad und Canadian National Railway genutzt wird. Die Fachwerkbrücke wurde bis 1940 errichtet und war ursprünglich benannt nach den ehemaligen Gouverneuren des Bundesstaates, Huebert Pierce Long und Oscar K. Allen (bis 1974 war der offizielle Name Huey P. Long – O.K. Allen Bridge). Das Verkehrsaufkommen auf der Brücke lag 2015 bei rund 28.500 Fahrzeugen sowie bei 5 bis 6 Zügen täglich.

## Geschichte

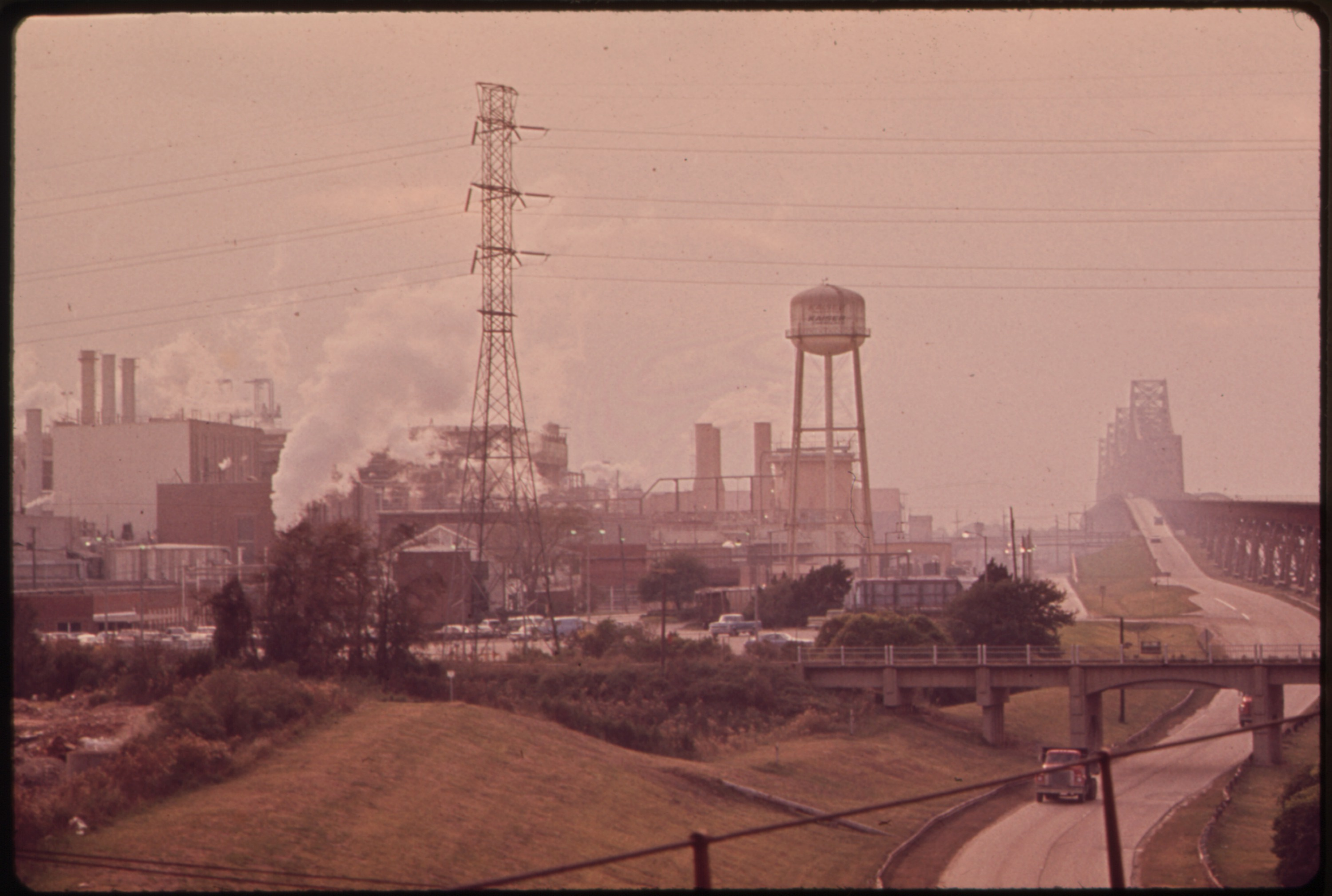
Zufahrt zur Mississippibrücke (rechts) neben dem Kaiser-Aluminum-Werk in Baton Rouge 1972

Die im August 1940 eröffnete Brücke entstand etwa ein Jahr vor Eintritt der Vereinigten Staaten in den Zweiten Weltkrieg. Im Zuge dessen errichtete Alcoa im Auftrag der Regierung südlich der Brücke eine Aluminiumhütte in Baton Rouge. Nach dem Ende des Krieges ging das Werk an Kaiser Aluminum und war bis Mitte der 1980er Jahre in Betrieb. Das nahe gelegene Werk sorgte regelmäßig für rötliche Bauxitablagerungen auf der Stahlkonstruktion der Brücke, was das Louisiana Department of Transportation and Development als Betreiber schließlich veranlasste zukünftige Anstriche in ähnlichen Farben vorzunehmen; der ursprüngliche Anstrich war blau.
In Louisiana tragen mit der Mississippibrücke im Jefferson Parish heute zwei Brücken den Namen des ehemaligen Gouverneurs Huey Long. Beide wurden in den 1930er Jahren in ähnlicher Bauweise als kombinierte Eisenbahn- und Straßenbrücken errichtet, wobei die Fachwerkbrücken den Schienenverkehr innerhalb ihrer Stahlträger im mittleren Bereich führen und den Fahrzeugverkehr an ihren Außenseiten. Die Brücke in Baton Rouge ist im Gegensatz zur umgebauten Brücke im Jefferson Parish bis heute vierstreifig, die Fahrbahnbreite pro Fahrrichtung wurde aber 1986 von sechs auf über sieben Meter verbreitert.
Eine weitere Überholung fand zwischen 2012 und 2016 statt. Das fast 100 Mio. USD umfassende Programm beinhaltete Ausbesserungsarbeiten am Unterbau, an den Strukturelementen des Stahl-Überbaus – einschließlich der Zufahrten – und den kompletten Anstrich der Brücke (diesmal in Standard Louisiana Grau), wozu vorher aufwendig die alten bleihaltigen Farbschichten entfernt werden mussten.

## Beschreibung
Die in Ost-West-Ausrichtung gelegene Huey P. Long Bridge besteht aus einem zentralen Stahl-Fachwerkträger, der als Gerberträger mit zwei Einhängeträgern ausgeführt ist, und Stahl-Trestle-Brücken als Zufahrten. Der symmetrische Gerberträger hat eine Länge von 1014 m und eine Breite von etwa 27 m. Er ruht auf sechs Stahlbetonpfeilern, die ihn in Spannweiten von 149 m, 259 m, 198 m, 259 m und 149 m unterteilen. Das Gleis wird hier innerhalb des Fachwerkträgers geführt (der Abstand zwischen den Mittelachsen der Gurte beträgt 9,8 m) und die Fahrbahnen sind auf seitlichen Auslegern montiert. Die Trestle-Brücken der Zufahrten für den Eisenbahnverkehr haben auf der Ost-Seite eine Länge von 1093 m und auf der West-Seite von 1615 m. Die Fahrbahnen der Zufahrten sind auch hier auf Auslegern montiert, die an den Stahlgittermasten der Trestle-Brücken angebracht sind; teilweise wurden aber auch breitere Masten für beide Verkehrswege verwendet. Die Gesamtlänge der Eisenbahnbrücke beträgt 3,7 km, die der Straßenbrücke 1,8 km.